# Ngọc thạch (màu)
 #00A86B 
Màu ngọc thạch (tiếng Anh: Jade, chữ Hán: 玉石) là màu xanh lá cây ánh xanh lam nhạt, bão hòa màu. Tên gọi có xuất xứ từ màu của loại đá ngọc thạch (tiếng Anh: jade), mặc dù các loại khoáng chất này có rất nhiều biến thái về màu sắc.

## Tọa độ màu
- Số Hex = #00A86B
- RGB (r, g, b) = (0, 168, 107)
- CMYK (c, m, y, k) = (100, 34, 58, 0)